# Crane River 51
Crane River 51 är ett reservat i Kanada.   Det ligger i provinsen Manitoba, i den sydöstra delen av landet, 1 900 km väster om huvudstaden Ottawa.
Omgivningarna runt Crane River 51 är en mosaik av jordbruksmark och naturlig växtlighet. Trakten runt Crane River 51 är nära nog obefolkad, med mindre än två invånare per kvadratkilometer.